# Clásico Joven
O Clásico Joven é um clássico do futebol mexicano que envolve os clubes de futebol América e Cruz Azul, ambos situados na Cidade do México.
Desde 2018, os clubes compartilham o Estádio Azteca para as suas partidas como mandante.

## História

### Início e origem do Clássico (1963-72)
Antes do jogo que deu origem ao "Clásico Joven", o América e o Cruz Azul tinham-se enfrentado 27 vezes, a primeira das quais em 23 de junho de 1963, num jogo amistoso que os azulinos venceram por 0-4; quem marcaria o primeiro gol da história desta rivalidade seria Francisco Valdés, aos 32 minutos. Menos de um ano depois, a equipe do Cruz Azul foi coroada na campanha de 1963-64 da Segunda Divisão Mexicana, conseguindo assim a sua promoção ao circuito máximo. Este foi o primeiro encontro oficial entre as duas equipes, onde o América voltou a vencer por 1-2. Foram necessários 12 jogos para que os azuis e brancos obtivessem a sua primeira vitória, conseguida na 26ª rodada da temporada 1967-68, com um gol de Raúl Arellano.
Anos mais tarde, teve lugar o jogo que é considerado o detonador desta rivalidade, sendo o jogo que definiu o título da temporada 1971-72 e onde o resultado terminou com uma estrondosa vitória dos Cementeros por 4-1. Este resultado foi um duro golpe para a equipe americanista, pois não conseguiu sagrar-se bicampeã, além de a equipe também ter sido eliminado da Copa México nas quartas de final da temporada anterior. O jogo foi disputado em jogo único porque o regulamento do torneio assim o estipulava.
Héctor Pulido marcou o primeiro gol numa jogada rápida, arrematando na cara do gol para vencer o goleiro Prudencio Cortés. Minutos mais tarde, Fernando Bustos, com o seu estilo particular, mandou um cruzamento que foi desviado por Octavio Muciño e finalizado por Cesáreo Victorino para fazer o 2-0. A partir daí, a La Máquina passou a controlar o jogo e uma jogada perto do final da primeira parte fez o 3-0, fruto de uma jogada individual entre Bustos e Octavio Muciño, que rematou à frente de Cortés para colocar a bola na baliza. No início da segunda parte, El Centavo voltou a marcar para fazer o 4 - 0 e, no final, Enrique Borja marcou o único gol do América com um cabeceamento aos 90 minutos. O goleiro do Cruz Azul, o argentino José Miguel Marín Acotto, foi a estrela da partida, salvando pelo menos três chances do time Cementero, conseguindo manter sua meta sem gols até o segundo tempo. Com isso, La Máquina conquistou o terceiro título da liga em sua história.

### Domínio celeste (1973-79)
O América conseguiu se vingar um ano depois, na Copa México de 1973-74, quando derrotou o Cruz Azul por 3 a 2 no placar agregado, com dois gols de Osvaldo Castro e um de Roberto Hodge na final. No entanto, nessa mesma temporada, Los Celestes derrotariam o América na final do Campeón de Campeones por 2-1 para vingar o título da Taça que tinha ocorrido apenas cinco meses antes, com gols de Horacio López Salgado e Eladio Vera, e Osvaldo Castro para Los Azulcremas. Com isso, o Cruz Azul conquistou seu oitavo título em competições da Federação Mexicana de Futebol, incluindo Liga, Copa e Campeão dos Campeões.
O domínio celeste gerou um recorde invicto em casa contra o América durante a década de 1970, incluindo a Copa México, o Campeón de Campeones e os jogos da fase de grupos de 1978-79, bem como uma série entre as temporadas 1977-78, 1978-79 e 1979-80 em que o Cruz Azul não perdeu em casa para nenhuma equipe durante mais de um ano e meio, o maior recorde invicto no futebol mexicano. Como resultado desses sucessos, o número de torcedores do Cruz Azul na capital aumentou consideravelmente.

### A vingança da águia (1980-89)
A década de 1980 representou a revanche do América, que não só conquistou um título contra o time celeste em 1989, mas também o eliminou nas semifinais de 1983-84 e nas quartas-de-final do torneio mexicano de 1986. Nesta década também ocorreu a maior goleada da história desta rivalidade, quando em 1982 o América derrotou o Cruz Azul por 0 a 5, eliminando-o de qualquer chance de disputar o play-off de 1983, que o Puebla viria a vencer.
As duas equipes disputaram a final da temporada 1988-89, onde os Águilas venceram por 3-2 no primeiro jogo e 2-2 na segunda, com um gol decisivo do academista do América Carlos Hermosillo, que anos mais tarde se tornaria um ídolo celeste ao conquistar três títulos individuais de goleador entre 1993-1996. No primeiro jogo, o marcador terminou a favor dos Águilas graças aos gols de Luis Roberto Alves, Carlos Hermosillo e Antonio Carlos Santos, enquanto os Cementeros tinham recuperado de uma desvantagem de 0-2 aos 39 minutos da primeira parte com gols de Porfirio Jiménez e Narciso Cuevas.
No jogo de volta, o América saiu na frente com um gol de Juan Hernández, mas La Máquina voltou com gols de Patricio Hernández e Ricardo Mojica para empatar o placar agregado em 4 a 4. Na segunda parte, Antonio Carlos Santos soltou-se e deu a bola a Carlos Hermosillo para empatar o jogo a 2 golos e declarar o bicampeão das águias. Assim, o América conquistou o oitavo título da liga em sua história na era profissional do futebol mexicano.
Em 1989, o América encerrou uma era gloriosa ao conquistar oito títulos da liga contra um do Cruz Azul, além de vencer a maioria dos confrontos diretos entre as duas equipes.

### A era das Liguillas (1990-99)
A década de 1990 foi marcada pela alternância de domínio entre as duas equipes, com o América vencendo quatro séries de grupos e o Cruz Azul três. Na campanha de 1990-91, a maior briga já registrada neste confronto aconteceu quando Agustín Coss foi chutado por Edu Manga perto do final da partida, o que levou a uma batalha campal que deixou as duas equipes com três expulsões para o Cruz Azul e duas para o América.
Nos play-offs do torneio de 1991-92, La Máquina eliminou a equipe de Coapa ao vencer por 4-0 na partida de ida, com gols de José Manuel de la Torre, Carlos Hermosillo e Mario Ordiales, complementados por uma grande exibição do goleiro Olaf Heredia; o América venceu a partida de volta por 2-0, com gols de Zaguinho e Eduardo Córdoba, mas não foi suficiente.
Nesta década, os campeonatos de 1992-93 e 1993-94 terminaram com a eliminação dos azuis e brancos às mãos das Águias por 4-6 e 2-3, ambos nas quartas de final; enquanto na fase de grupos de 1994-95, La Máquina se vingaria ao vencer o América por 3-2 no agregado e qualificar-se para a final dessa temporada contra o Necaxa, que acabou perdendo.
Nos play-offs de 1995-96, o América derrotou o Cruz Azul por 3-2 no agregado, com gols de François Omam-Biyik no primeiro jogo e dois de Luis García. No segundo jogo, Palencia e Hermosillo fizeram 2 a 0 para o Los Cementeros, mas não conseguiram marcar o gol que precisavam para continuar na competição. Kalusha Bwalya, sem goleiro e com o gol aberto, colocou a bola na trave para o goleiro Norberto Scoponi ficar com a bola. Este foi o último jogo do longo torneio entre as duas equipes.
No verão de 1998, voltaram a encontrar-se nos play-offs, onde o América venceu a série com gols de Raúl Lara e Sergio Zárate no primeiro jogo; depois desse jogo, o América não voltou a vencer o Cruz Azul no Azteca em 7 jogos do torneio regular até ao Apertura 2004. A vingança do Celeste veio na Liga de inverno de 1999, quando La Máquina venceu por 1 a 2 no Azteca com um gol de cabeça do argentino Diego Latorre para eliminar os Águilas e colocar os Celestes no caminho da final pelo título.

### A série americanista (2004-10)
Depois da série de 7 jogos invictos do Cruz Azul no Azteca, que durou até 2004, quando foi derrotado por 2 a 1 com um gol de Álvaro Ortiz no último minuto. Tendo em conta os resultados desde 2003, a La Máquina demorou 7 anos sem conseguir vencer o América em 16 jogos oficiais consecutivos, seja no Estádio Azul e seja no Estádio Azteca, além de ter sofrido 7 derrotas consecutivas contra os "emplumados" de 2004 a 2006, sendo a série de invencibilidade mais longa da história do "Clássico Jovem". Da mesma forma, o América venceu a semifinal do Clausura 2005 por 6-2 no total, com dois gols de Cuauhtémoc Blanco na primeira perna e um de Claudio López, e Francisco Fonseca marcando para os Azules; na segunda perna, Aarón Padilla, Francisco Torres e Claudio López marcaram para os Azulcremas, e César Delgado marcou para os Cementeros. Esta série deu ao América um lugar na final contra o Tecos e, finalmente, o seu décimo título da liga.
A única partida vencida pelo Cruz Azul durante a série do América foi um amistoso disputado em 19 de julho de 2008 em San Diego, Califórnia. O placar foi de 2 a 1, com dois gols do uruguaio Nicolás Vigneri, enquanto o argentino naturalizado mexicano Alfredo Moreno havia colocado o América à frente no placar.

### A rivalidade se intensifica (2011-13)
Em 3 de outubro de 2010, o Cruz Azul derrotou o América por 1-0 no Estádio Azul, quebrando uma série de 7 anos e 16 jogos sem perder para os Aguillas, com um gol do argentino Christian Giménez, que festejou parodiando o voo de uma águia. O Cruz Azul não vencia o "Clasico Joven" no Estádio Azul desde o verão de 2002, quando derrotou as Águias por 2-0 com gols de Cesáreo Victorino e Sebastián Abreu. A série durou oito anos.
A 13 de março de 2011, o Cruz Azul venceu o América por 2-0 com gols de Emanuel Villa, quebrando a série de jogos sem vencer os Águilas no Estádio Azteca que se estendia desde o Apertura 2003 até ao Bicentenário 2010. A última vitória da La Maquina tinha sido em 4 de maio de 2003, batendo o América por 3-1, com dois gols de Francisco Palencia e um de Juan Carlos Cacho, enquanto o América tinha marcado pelo uruguaio Marcelo Lipatín.
Em 6 de novembro do mesmo ano. O Cruz Azul derrotou o América no Apertura 2011 por 3 a 1, mandando os Águilas para o penúltimo lugar na tabela. No torneio Clausura 2013, o Azulcrema vingou-se das derrotas dos azuis e brancos com uma goleada de 3-0, com Christian Benítez marcando três gols. Mas um mês mais tarde, na Taça Clausura 2013, a Maquina eliminou o seu grande rival das semifinais nos pênaltis e acabou por vencer o torneio.

### Atualidade (2014 - atual)
Para o torneio Apertura 2014, o Cruz Azul derrotou o América por 4-0, a terceira vez que isso aconteceu. Depois deste jogo, a equipe azul não conseguiu vencer o América em 16 jogos consecutivos, incluindo a eliminação nos quartos de final do Apertura 2017 por um duplo 0-0 que deu o passe ao América por melhor posição na tabela e a eliminação da Copa México do mesmo ano.
A série de domínio do América foi quebrada na segunda perna das quartas de final do Clausura 2019, quando os Cementeros venceram o Los Azulcremas por 1-0, com um gol do uruguaio Jonathan Rodríguez. No entanto, isso não foi suficiente para inverter a série, já que o América havia vencido o jogo de ida com um gol contra de Igor Lichnovsky e dois gols de Roger Martínez, com Milton Caraglio marcando de pênalti.

## Estatísticas

### Série histórica
| Competição           | Partidas jogadas | Vitórias do América | Empates | Vitórias do Cruz Azul | Gols do América | Gols do Cruz Azul |
| -------------------- | ---------------- | ------------------- | ------- | --------------------- | --------------- | ----------------- |
| Regular              | 118              | 38                  | 46      | 34                    | 176             | 160               |
| Liguilla             | 33               | 15                  | 9       | 9                     | 45              | 35                |
| Subtotal de Liga     | 151              | 53                  | 55      | 43                    | 221             | 195               |
| Copa México          | 14               | 8                   | 3       | 3                     | 23              | 13                |
| Campeón de Campeones | 1                | 0                   | 0       | 1                     | 1               | 2                 |
| Pre Pre Libertadores | 3                | 1                   | 1       | 1                     | 3               | 2                 |
| InterLiga            | 1                | 0                   | 1       | 0                     | 3               | 3                 |
| Subtotal             | 170              | 62                  | 60      | 48                    | 251             | 215               |
| Amistosos            | 19               | 6                   | 4       | 9                     | 27              | 29                |
| Total                | 189              | 68                  | 64      | 57                    | 279             | 244               |

## Jogadores que atuaram em ambas as equipes
Até agora, poucos jogadores jogaram no Club América e no Cruz Azul. Poucos foram os que se sagraram campeões nas duas equipas.
- Os jogadores com um (*) foram campeões nas duas equipes.

 Amado Palacios Rendón
 Javier Sánchez Galindo
 Sergio Ceballos
 Francisco Macedo
 Carlos Silvio Fogel Rodríguez
 Alberto Macias
 Nicolás Ramírez
 Cesareo Victorino Ramírez *
 Horacio López Salgado *
 Miguel Angel Cornero *
 Ruben Omar Romano
 Hector Tapia *
 Adrian Camacho *
 Agustin Manzo
 Luis Hernandez
 Carlos Hermosillo *
 Pedro Pineda
 Arturo Álvarez Perea
 Adrian Chavez
 Miguel Zepeda
 Edoardo Isella
 Sebastian Abreu
 Richard Núñez
 Christian Giménez
 Alfonso Blanco
 Francisco Javier Rodríguez
 Vicente Matías Vuoso
 Adrián Aldrete *
 José Madueña
 Pablo Aguilar *